# Lagarde-Enval
 Lagarde-Enval  là một xã thuộc tỉnh Corrèze trong vùng Nouvelle-Aquitaine miền trung Pháp.